# Sidi Eli I Ould Mokhtar
Sidi Eli I Ould Mokhtar fou el fill i successor de l'emir de Brakna, Mohammed Ould Mokhtar, probablement l'any 1800
Va tenir bones relacions amb els francesos i va fer de mediador el 1806 entre aquests i el Futa Toro, agitat per la revolució o gihad fulani; es va signar un tractat el 4 de juny de 1806 en el que apareix com a primer ministre de l'almamy Abdul Kadir de Futa Toro. El 7 de juny de 1810 va signar un tractat amb el governador britànic del Senegal (que va tornar a estar en mans britàniques del 1809 al 1817), Charles William Maxwell, on és esmentat com «cap d'une tribu dels Brakna» (el seu títol correcte, ja que era el xeic dels Oulad Siyed). Després de la retirada britànica, Sidi Eli (Sidi Ali) va tornar a les bones relacions amb França però no va deixar de reclamar els drets de duana que se li devien.
Va morir a principis de 1818 i el va succeir el seu fill Ahmeddou I Ould Sidi Eli. Fou enterrat a Arroug, a la Chamama.